# Pas-en-Artois
Pas-en-Artois is een gemeente in het Franse departement Pas-de-Calais (regio Hauts-de-France). De plaats maakt deel uit van het arrondissement Arras. Pas-en-Artois telde op 1 januari 2022 763 inwoners.

## Geografie
De oppervlakte van Pas-en-Artois bedroeg op 1 januari 2022 10,88 vierkante kilometer; de bevolkingsdichtheid was toen 70,1 inwoners per km².

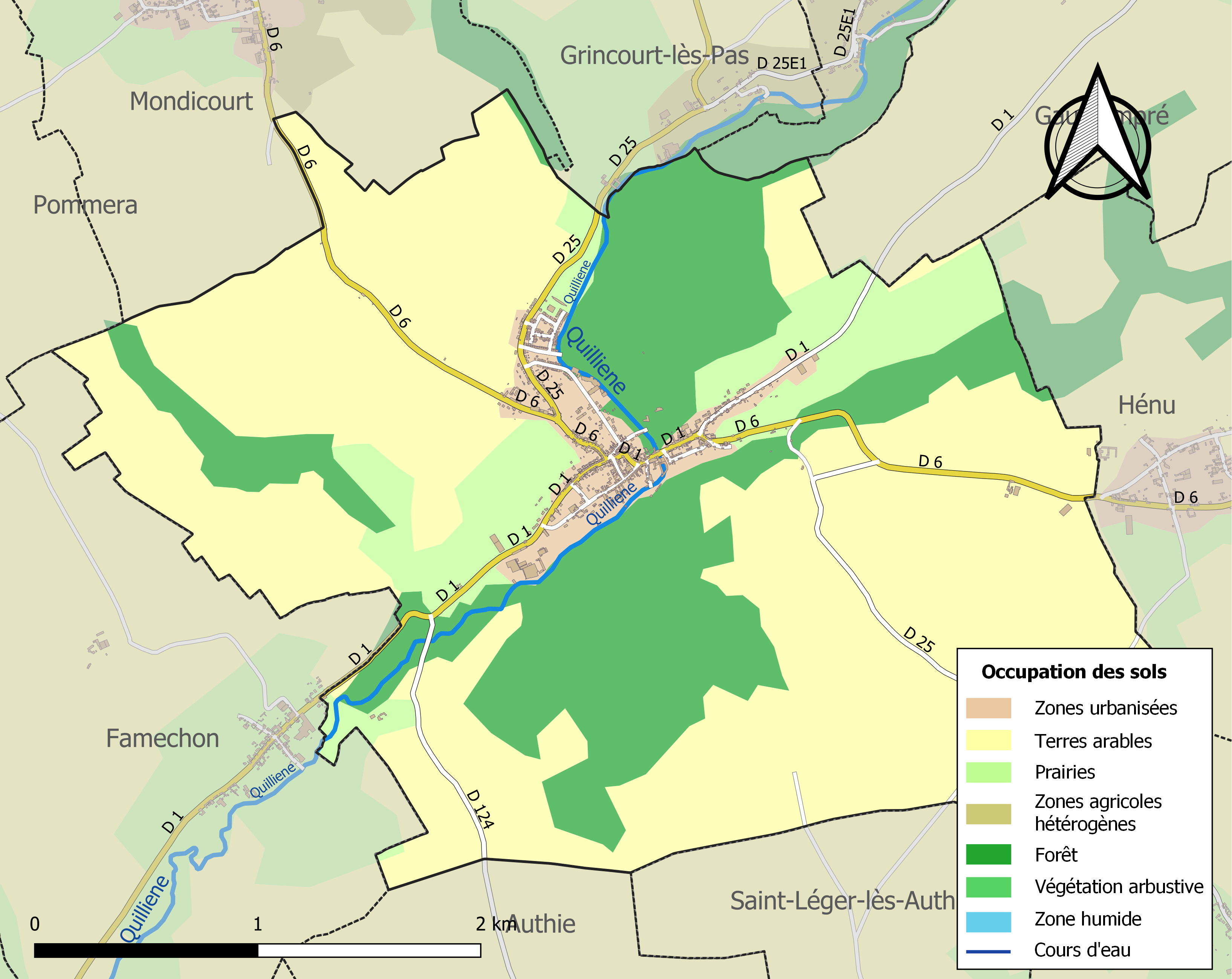
Kaart van de gemeente met belangrijkste infrastructuur, bodemgebruik en omliggende gemeenten

## Demografie
Onderstaande figuur toont het verloop van het inwonertal (bron: INSEE-tellingen).